# HM kanonbåt Verdande (1878)
HM Verdande var en 1:a klassens kanonbåt inom svenska marinen. Hennes namn kommer från Verdandi, en av de tre nornorna inom fornnordisk mytologi. Hon ombyggdes 1907–1909 till ett lasarettsfartyg. Avrustades 1922 och utrangerades 1928. Användes därefter som målfartyg tills hon slutligen sänktes vid Huvudskär 14 augusti 1929.

## Utlandsresor

### 1880
1. Sverige
2. Wilhelmshaven, Tyskland
3. Köpenhamn, Danmark
4. Sverige

### 1881
Reste tillsammans med HMS Skuld.
1. Sverige
2. Köpenhamn, Danmark
3. Fredrikshamn, Danmark
4. Sverige

### 1882
Reste tillsammans med HMS Urd. Resan gick till Spetsbergen där hon deltog i S.A. Andrées första polarexpedition.
1. Sverige
2. Tromsø, Norge
3. Green Harbour, Svalbard
4. Amsterdamön, Svalbard
5. Magdalenefjorden, Svalbard
6. Kap Thordsen, Spetsbergen, Svalbard
7. Green Harbour, Svalbard
8. Tromsø, Norge
9. Köpenhamn, Danmark
10. Sverige